# The Bathtub
The Bathtub is de internationale titel van de Duits-Oostenrijkse korte film Die Badewanne uit 2016. De film won onder andere de speciale juryprijs tijdens het Internationaal kortfilmfestival van Clermont-Ferrand en de prijs voor de beste internationale korte film tijdens het Dublin International Film Festival. 

## Plot
Drie broers maken ter ere van de 70ste verjaardag van hun moeder een kinderfoto opnieuw. Op de kinderfoto zitten de drie in bad maar de mannen passen er nu nauwelijks in. De oudste broer vreest dat de foto zijn carrière als politicus kan schaden. De broers zijn van elkaar vervreemd waardoor spanning ontstaat tussen de broers. Als de zelfontspanner loopt breekt het ijs. 